# Rabnabryllaup uti Kraakjalund
Rabnabryllaup uit kraakjalund is een compositie van Johan Halvorsen. Het is een bewerking van een oud 17e-eeuws Noors volksliedje. Het werk past in het genre thema met variaties. De titel betekent vanuit het Noors vertaald: "Huwelijk van raven in een kraaienbos". De muziek is dan ook nauwelijks feestelijk en in een langzaam andantetempo. Het is een van de weinig overgebleven werken uit Halvorsens Finse periode. De oorspronkelijke titel was Parafrase etc. in 1896 gaf de componist het de huidige titel.
De eerste uitvoering vond plaats in Helsinki op 14 april 1891 onder leiding van de componist, plaats van handeling was het Brandkårshuset (Brandweerhuis).
Halvorsen schreef zijn werk voor violen, altviolen, celli, contrabassen.